# MAN Lion's Coach
Le MAN Lion's Coach est un modèle d'autocar de tourisme développé par MAN, filiale de MAN SE. Ce modèle fait partie de la gamme Lion's, le modèle interurbain se nomme le Lion's Intercity, et son prédécesseur fut le Lion's Regio.

## Historique
Du 20 au 25 octobre : présentation officielle de la deuxième version à Courtrai.
En 2017, MAN présente la nouvelle gamme du MAN Lion's Coach. Il est équipé de nouveaux moteurs Euro 6.

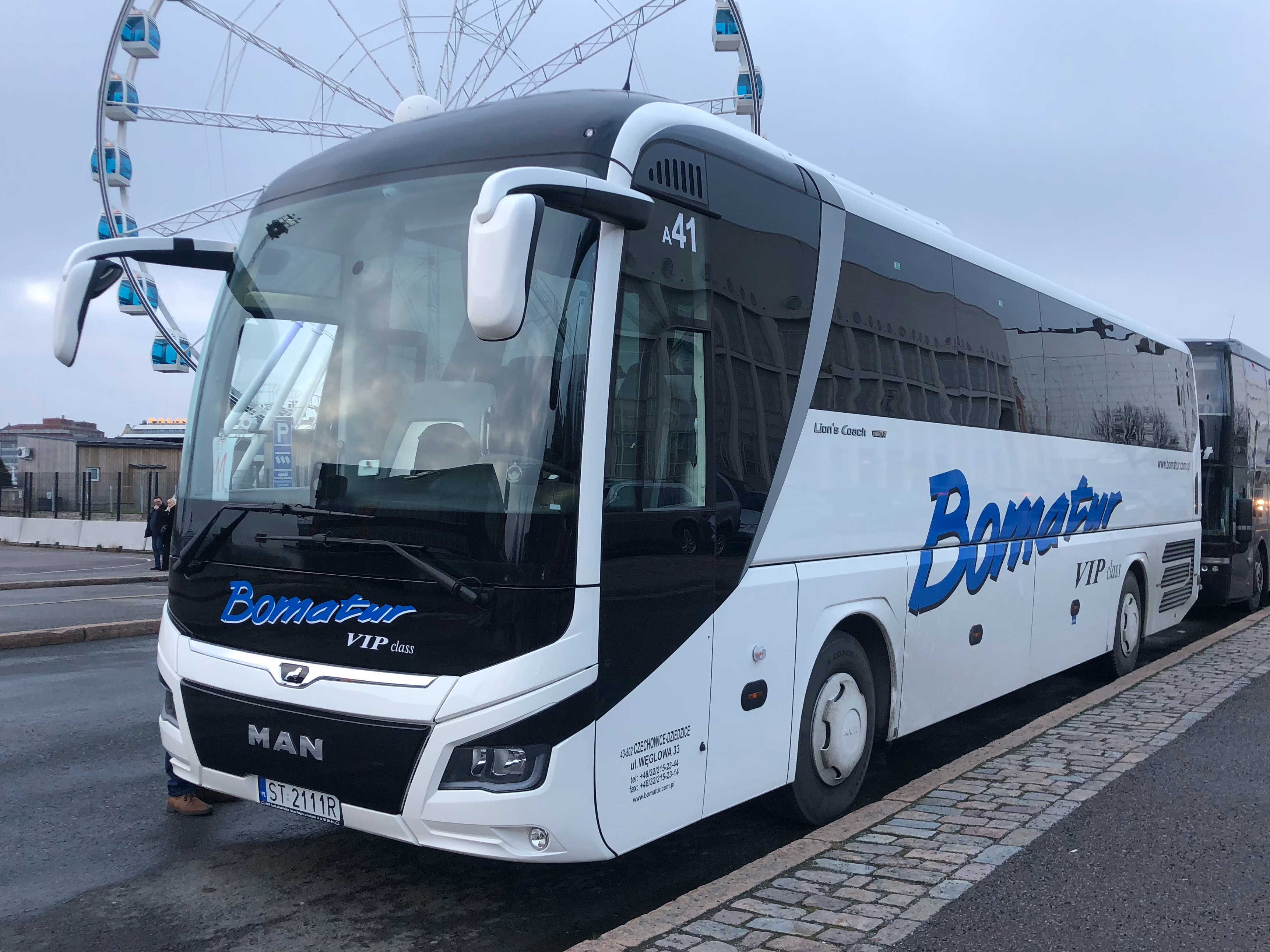
MAN Lion's Coach 2017

## Modèles
Le MAN Lion’s Coach est disponible en 3 versions:
- Lion's Coach - entrée de gamme, longueur 12 m
- Lion's Coach C - intermédiaire, 13,260 m et 3 essieux[3]
- Lion's Coach L - châssis long, 13,800 m avec trois essieux également.

Le diamètre de braquage est de l'ordre de 20 à 22 m selon la carrosserie retenue, le PTAC compris entre 18 et 25.9 tonnes. La capacité est 51, 55 ou 61 sièges passagers selon la version (Lion's Coach, C ou L), mais le volume du réservoir est identique sur les 3 modèles (400 l), ainsi que la monte pneumatique (295/80 R 22,5). Cependant, un réservoir plus grand (525 litres) est disponible en option ainsi que des réservoirs additionnels.